# Márcio Santos
Marcio Santos, właśc. Marcio Roberto dos Santos (ur. 15 września 1969 w São Paulo) – brazylijski piłkarz, występował na pozycji środkowego obrońcy, złoty medalista Mistrzostw Świata 1994.

## Kariera
Zaczynał karierę w niewielkich klubach: Novorizontino i SC Internacional zanim w 1992 roku trafił do utytułowanego Botafogo FR. Po upływie pół roku grał już w Europie, a konkretnie w Girondins Bordeaux. W międzyczasie debiutował w reprezentacji Brazylii. Na turnieju Copa América w 1991 roku zdobył swoją pierwszą bramkę w barwach narodowych.
Niespodziewanie został kluczową postacią reprezentacji Brazylii podczas Mistrzostw Świata w 1994 roku. Miał być tylko rezerwowym, lecz awansował do podstawowego składu, gdy w ostatniej chwili kontuzja wykluczyła z wyjazdu na mundial Ricardo Gomesa. Dodatkowo w pierwszym meczu z Rosją urazu doznał Ricardo Rocha i Santos nagle został główną postacią defensywy canarinhos. W całym turnieju grał we wszystkich siedmiu spotkaniach; każde w pełnym wymiarze czasowym. W meczu grupowym z Kamerunem zdobył jedną z trzech bramek dla swojego zespołu. W finale przeciwko Włochom był jedynym Brazylijczykiem, który nie wykorzystał rzutu karnego (jego strzał obronił Gianluca Pagliuca), jednak wobec pomyłek aż trzech rywali, mógł świętować zdobycie tytułu Mistrza Świata.
Po Mistrzostwach Świata przeszedł do włoskiej Fiorentiny, skąd po jednym sezonie trafił do Ajaksu Amsterdam. Jego kariera uległa zahamowaniu (m.in. wskutek poważnej kontuzji kolana) i w 1997 roku powrócił do Brazylii. Próbował swoich sił m.in. w ligach Boliwii oraz Chin, ale był tylko cieniem świetnego piłkarza sprzed lat.
W reprezentacji Brazylii rozegrał 42 mecze, zdobył bramkę.
W 2006 roku znajdował się w szerokiej kadrze klubu Portuguesa Santista Santos.